# Joseph Ngwenya
Joseph Ngwenya (Plumtree, Zimbabue, 30 de marzo de 1981) es un exfutbolista Zimbabuense. Jugó de delantero y su último club fue Pittsburgh Riverhounds.

## Trayectoria

### Clubes juveniles
| Periodo   | Club                        |
| --------- | --------------------------- |
| 2002-2003 | Coastal Carolina University |

### Clubes
| Club               | País           | Periodo   |
| ------------------ | -------------- | --------- |
| Cape Cod Crusaders | Estados Unidos | 2003      |
| Los Ángeles Galaxy | Estados Unidos | 2004-2006 |
| Columbus Crew      | Estados Unidos | 2006-2007 |
| Houston Dynamo     | Estados Unidos | 2007      |
| SK Austria Kärnten | Austria        | 2008      |
| Antalyaspor Kulübü | Turquía        | 2008-2009 |
| Houston Dynamo     | Estados Unidos | 2010      |
| D.C. United        | Estados Unidos | 2011      |

### Selección nacional
| Período | Selección             | PJ (G) |
| ------- | --------------------- | ------ |
| 2008-   | Selección de Zimbabue | 5 (0)  |

- Datos: Q666389
- Multimedia: Joseph Ngwenya / Q666389